# Theridion amarga
Theridion amarga är en spindelart som beskrevs av Claude Lévi 1967. Theridion amarga ingår i släktet Theridion och familjen klotspindlar. Inga underarter finns listade i Catalogue of Life.